# Einsatzstab Reichsleiter Rosenberg
L'Einsatzstab Reichsleiter Rosenberg (ERR) o Commando Reichsleiter Rosenberg fu creato il 17 luglio 1940 da Alfred Rosenberg.
Si trattava di una unità speciale posta inizialmente sotto il controllo dell'Hauptabteilung III: Sonderaufgaben (Dipartimento centrale III: Incarichi Speciali) dell'Außenpolitisches Amt (Ufficio per gli Affari Esteri) del Partito nazista, diretto da Rosenberg.
Il suo principale compito fu di saccheggiare e confiscare tutto il materiale ritenuto politicamente importante nei paesi occupati dalle truppe germaniche.

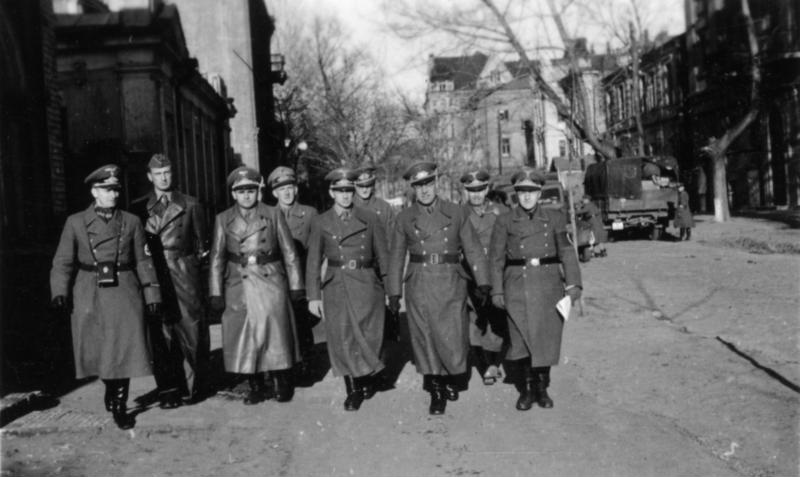
Membri della ERR per le strade di Kharkov nella prima metà di novembre del 1942.

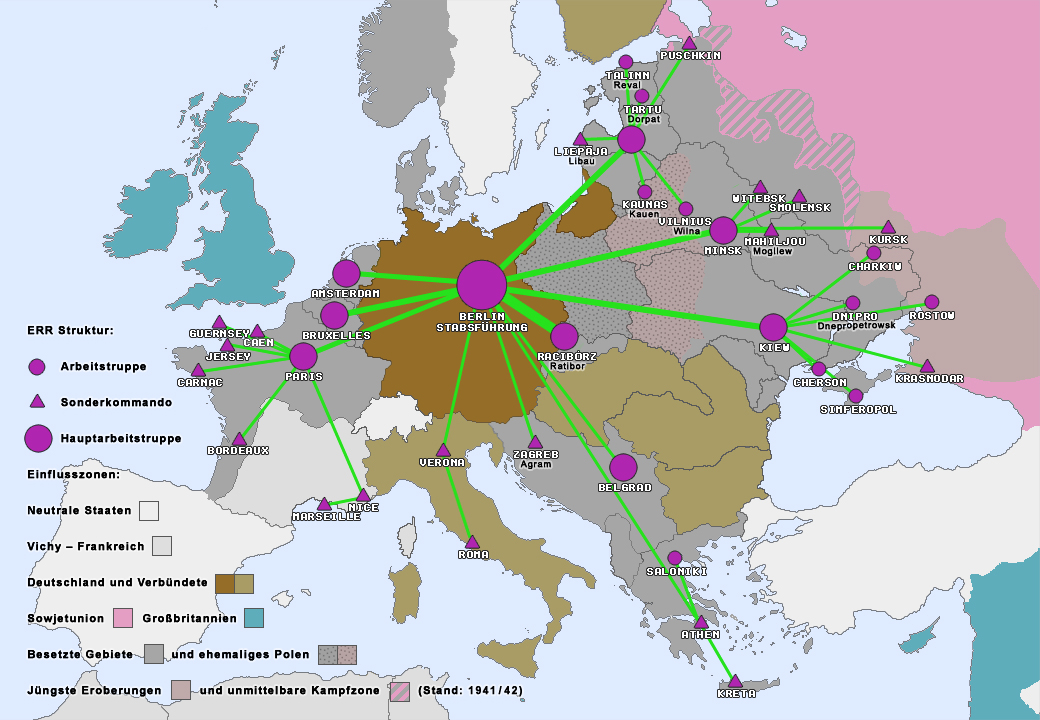
L'organizzazione geografia dell'ERR

## ERR nell'Europa dell'est
Nell'Europa orientale l'ERR operava in concorrenza con altre due istituzioni: il
Sonderkommando Künsberg e il Forschungsgemeinschaft Deutsches Ahnenerbe, entrambi sotto il controllo del capo delle SS Heinrich Himmler, anche se il primo era formalmente alle dipendenze del Ministero degli Esteri, e quindi sotto l'influenza di Joachim von Ribbentrop.

## Struttura dell'Hauptabteilung III
L'Hauptabteilung III era suddiviso in 3 sezioni, i primi due diretti da Hermann von Ingram:
- Hauptabteilung III: Sonderaufgaben (Incarichi Speciali);
- Hauptabteilung III/a: Organisation der Sicherstellung von Jüdischem Besitz (Organizzazione per la messa in sicurezza dei beni di proprietà ebraica);
- Hauptabteilung III/b: Geschäftsführung für den Sonderstab Bildende Kunst (Amministrazione dell'Unità speciale per le Belle Arti), diretto da Walter Rebbock.

## Quartier Generale ERR
Il Quartier Generale dell'ERR era situato a Berlino in Margarethenstraße 18.
Lo direzione era costituita da 3 dipartimenti:
- Auswertung (estimo);
- Außendienst (servizio estero) articolato in 2 sezioni:
  - Amt West (Ufficio Ovest): Francia, Belgio e Olanda;
  - Amt Ost (Ufficio Est): Russia e Paesi Baltici;
- Geschäftsführung und Personaleinsatz (Amministrazion e Personale).

## Struttura dell'ERR

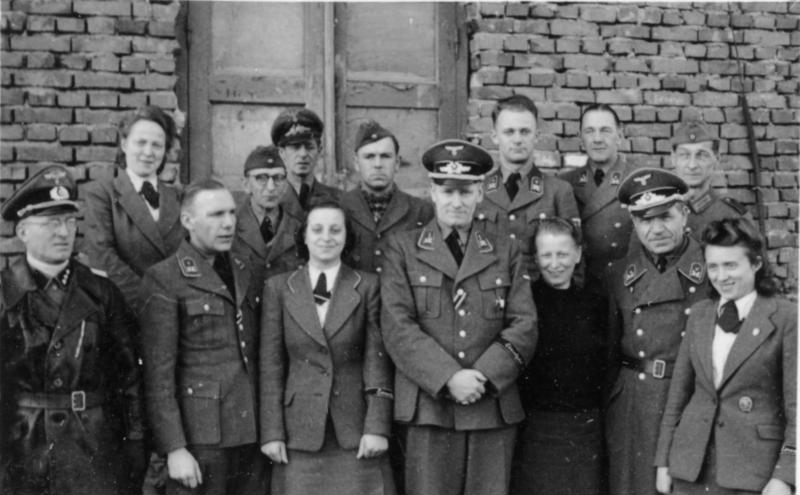
Collaboratori del Einsatzstab Reichsleiter Rosenberg a Minsk, nel marzo 1943

L'ERR era suddivisa in due divisioni:
- Hauptarbeitsgruppe o HAG (Gruppo di lavoro principale);
- Sonderstäbe (Unità speciali).

Gli HAG erano presenti nelle seguenti nazioni e territori:
- Francia con sede a Parigi;
  - Sud della Francia con sedi a Nizza e Marsiglia;
- Olanda con sede ad Amsterdam;
- Italia con sede a Verona;
- Jugoslavia con sede a Belgrado;
- Europa dell'Est:
  - Nord con sedi a Riga, Dorpat, Reval e Vilnius;
  - Centro con sedi a Minsk, Gorki e Smolensk;
- Ucraina con sedi a Kiev, Charkov, Dnipropetrovs'k e Sinferopoli.

### Gli HAG in Francia

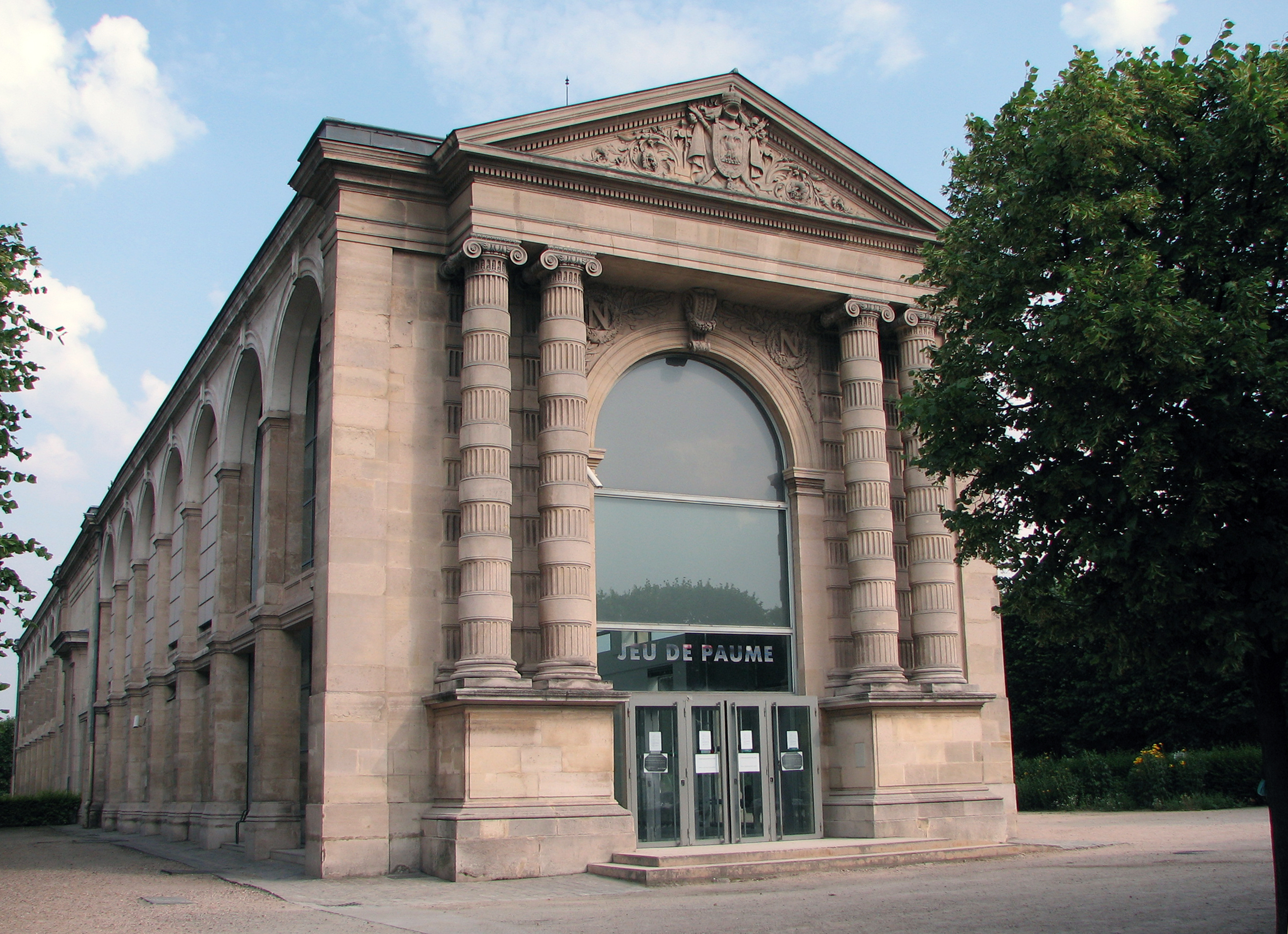
La Galleria nazionale del Jeu de Paume a Parigi, dove venivano ammassate le opere d'arte trafugate dai nazisti prima di essere spedite in Germania.

La direzione dell'ERR in Francia era situata in Avenue d'Iena a Parigi, e con il seguente organigramma controllava le attività dei Commando in tutta l'Europa dell'Ovest:
- Direttore: Gerhard Utikal - Gerhard Wunder - Karl Brethauer;
- Vicedirettore: Franz Seiboth;
- Ispettore: Hans Kagemeyer;
- Sonderstab Musik (Unità speciale musica): Herbert Gerigk;
- Sonderstab Bildende Kunst (Unità speciale Belle Arti): Kurt von Behr - Robert Scholz;
- Sonderstab Bibliotheksaufbau "Hohe Schule" (Unità speciale biblioteche "Hohe Schule"): Walter Grothe;
- Sonderstab Vorgeschichte (Unità speciale preistoria): Hans Reinerth;
- Sonderstab Kirchen (Unità speciale Chiese): Anton Deinert;
- Sonderstab Osten (Unità speciale Est): Georg Leibbrandt;
- Sonderstab für Rassenpolitische Fragen (Unità speciale per questioni di politica razziale): gestito organizzativamente dalla stessa direzione dell'ERR.

## Rango
L'ERR era una organizzazione uniformata con la posizione giuridica e gerarchica dei funzionari indicata dai gradi distintivi posti sui colletti delle divise. Erano di color rosso brillante per il personale che era a Berlino; Nella parte inferior sinistro della manica recavano la scritta  "Einsatzstab RR". Mentre il personale di fatica portavano la scritta "Im Dienst der Einsatzstabes RR".
| Insignia | Rango                   | Traduzione                      | Rango comparativo con la Wehrmacht |
| -------- | ----------------------- | ------------------------------- | ---------------------------------- |
|          | Oberst-Einsatzführer    | Líder superiore                 | Oberst                             |
|          | Oberstabs-Einsatzführer | Líder del personal superior     | Oberstleutnant                     |
|          | Stabs-Einsatzführer     | Líder del personal              | Major                              |
|          | Haupt-Einsatzführer     | Líder                           | Hauptmann                          |
|          | Ober-Einsatzführer      | Líder de acción senior          | Oberleutnant                       |
|          | Einsatzführer           | Líder de acción                 | Leutnant                           |
|          | Stabs-Einsatzhelfer     | Aiutante de acción del personal | Stabsfeldwebel                     |
|          | Haupt-Einsatzhelfer     | Aiutante principal de acción    | Oberfeldwebel                      |
|          | Ober-Einsatzhelfer      | Aiutante Superior               | Feldwebel                          |
|          | Einsatzhelfer           | Aiutante                        | Unteroffizier                      |
| Fuente:  |                         |                                 |                                    |